# Ibrahim Sulemana
Ibrahim Sulemana, né le 22 mai 2003 à Sunyani au Ghana, est un footballeur international ghanéen qui évolue au poste de milieu défensif à l'Atalanta Bergame.

## Biographie

### Hellas Vérone
Né à Sunyani au Ghana, Ibrahim Sulemana est formé en Italie, à l'Atalanta Bergame puis à l'Hellas Vérone qu'il rejoint en 2021. Blessé à l'aine, il doit patienter avant de pouvoir jouer, et fait ses débuts avec la Primavera en janvier 2022, contre son ancien club. Lors de sa première saison, avec la Primavera, il s'impose et impressionne.
Sulemana fait finalement ses débuts en professionnel le 9 octobre 2022, lors d'une rencontre de Serie A face à l'US Salernitana. Il entre ne jeu à la place de Miguel Veloso et son équipe s'incline par deux buts à un,.

### Cagliari Calcio
Le 1er juillet 2023, Ibrahim Sulemana rejoint le Cagliari Calcio. Il signe un contrat courant jusqu'en juin 2027, avec une année supplémentaire en option.

### Atalanta Bergame
Le 17 juillet 2024, Ibrahim Sulemana signe en faveur de l'Atalanta Bergame.